# Gare du Chambon-Feugerolles
Gare du Chambon-Feugerolles vasútállomás Franciaországban, Le Chambon-Feugerolles településen.

## Vasútvonalak
Az állomást az alábbi vasútvonalak érintik:
- Saint-Georges-d'Aurac-Saint-Étienne-Châteaucreux-vasútvonal

## Kapcsolódó állomások
A vasútállomáshoz az alábbi állomások vannak a legközelebb:
- Gare de Firminy
- Gare de La Ricamarie